# Hidrocenoelsmoreïta
La hidrocenoelsmoreïta és un mineral de la classe dels òxids que pertany al grup de l'elsmoreïta.

## Característiques
La hidrocenoelsmoreïta és un òxid de fórmula química ◻₂W₂O₆(H₂O). Cristal·litza en el sistema isomètric. La seva duresa a l'escala de Mohs és 3.
Segons la classificació de Nickel-Strunz pertany a «04.DH: Òxids amb proporció Metall:Oxigen = 1:2 i similars, amb cations grans (+- mida mitjana); plans que comparteixen costats d'octàedres» juntament amb els següents minerals: brannerita, ortobrannerita, thorutita, kassita, lucasita-(Ce), bariomicrolita, bariopiroclor, betafita, bismutomicrolita, calciobetafita, ceriopiroclor, cesstibtantita, jixianita, hidropiroclor, natrobistantita, plumbopiroclor, plumbomicrolita, plumbobetafita, estibiomicrolita, estronciopiroclor, estanomicrolita, estibiobetafita, uranpiroclor, itrobetafita, itropiroclor, fluornatromicrolita, bismutopiroclor, bismutostibiconita, oxiplumboromeïta, monimolita, cuproromeïta, stetefeldtita, estibiconita, rosiaïta, zirconolita, liandratita, petscheckita, ingersonita i pittongita.

## Jaciments
Ha estat descrita a Alemanya, l'Argentina, Austràlia, el Canadà, França, Espanya, els Estats Units, Itàlia, el Japó, el Kazakhstan, Portugal, el Regne Unit, Rússia, Ruanda, Tailàndia i Uganda.